# Pseudisotoma monochaeta
Pseudisotoma monochaeta is een springstaartensoort uit de familie van de Isotomidae. De wetenschappelijke naam van de soort is voor het eerst geldig gepubliceerd in 1942 door Kos.